# Гартье, Эдуард Эдуардович
Эдуа́рд Эдуа́рдович Гартье́ (нем. Franz Friedrich Eduard Hartge (Gart'e)) (14 (27) августа 1872, Пернов, Лифляндская губерния, Российская империя — 1959, Эдинбург, Шотландия) —  Доктор медицины, статский советник. Один из первых российских детских врачей — основоположников петербургской педиатрической школы. Приват-доцент кафедры детских болезней Императорский военно-медицинской академии; главный врач Санкт-Петербургского городского приюта для недоношенных детей; основоположник и профессор кафедры детских болезней Психоневрологического института. Происходит из семьи балтийских немцев, евангелическо-лютеранского вероисповедания.

## Биография
Родился в Пернове (по другим данным, — в Петербурге, что сомнительно, хотя имеются документальные свидетельства обоих мест рождения) в купеческой семье Эдуарда Карловича Гартье (Eduard Alexander Hartge) (18.5.1845(43), Пернов — 1918—1920, Петроград) и его жены Адель ур. Пикерт (Adele Pickert). С 1874 года семья проживала в Петербурге, где отец имел собственное предприятие. Начальное образование получил дома, после чего в 1885 году в возрасте тринадцати лет был определен в немецкую гимназию Петришуле, которую с отличием окончил в 1891 году.

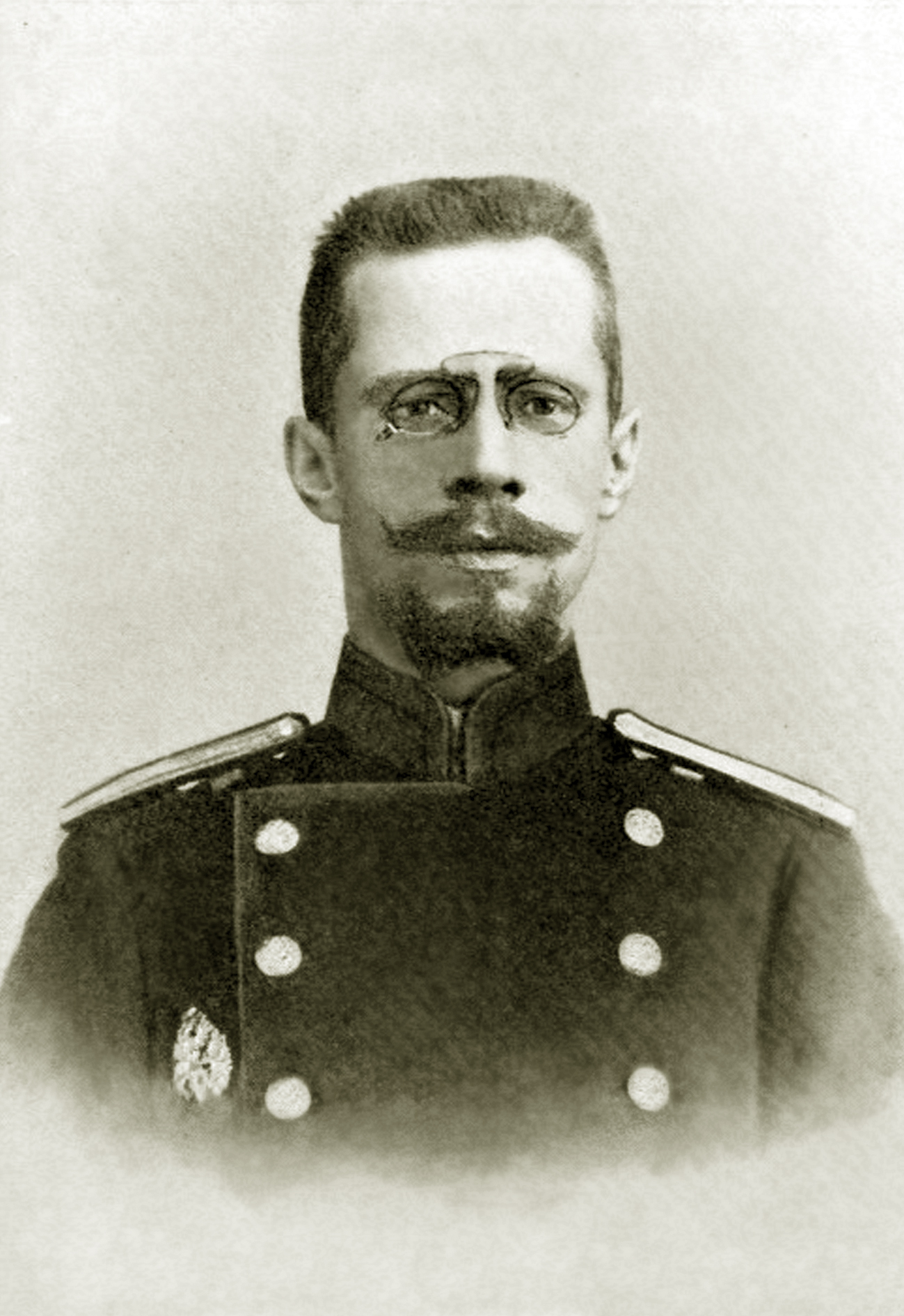
Э. Э. Гартье в год окончания ВМА

В том же году Э. Э. Гартье поступил в Императорскую Военно-медицинскую академию. В студенческие годы, проявив интерес к педиатрии, работал под руководством профессора Н. И. Быстрова. Одновременно сотрудничал с профессором В. М. Бехтеревым. Был выпущен из академии в 1896 году в звании лекаря.
В 1896 году Эдуард Эдуардович был принят сверхштатным сотрудником больницы Святой Марии Магдалины. Годом позже он стал врачом для бедных в Лечебнице для приходящих больных, находившейся в Геслеровском переулке и принадлежащей Императорскому Человеколюбивому обществу.
В 1900 году, оставив больницу Святой Марии Магдалины, Э. Э. Гартье получил назначение ординатором Александровского госпиталя лейб-гвардии Семёновского полка. Это произошло вскоре, после защиты им диссертации на звание доктора медицины. Она называлась: «Поджелудочная железа плодов и новорожденных человека» и была выполнена под руководством профессора кафедры детских болезней Военно-медицинской академии Н. П. Гундобина.
В 1906 году, с сохранением должности в лазарете Семеновского полка Э. Э. Гартье получил назначение в Военно-медицинскую академию — ассистентом детской клиники Михайловской клинической больницы баронета Я. В. Виллие. Клиникой как и кафедрой, руководил профессор Н. П. Гундобин. Всего через два года 48-летний Н. П. Гундобин неожиданно скончался. Среди претендентов на вакантную должность профессора был и Э. Э. Гартье. Тогда Эдуард Эдуардович уступил более молодому А. Н. Шкарину и в 1909 году был избран на освободившееся после него место приват-доцента.
В 1913—1914 гг. для Э. Э. Гартье последовали новые назначения. Оставаясь приват-доцентом кафедры, он возглавил Молочно-питательную лабораторию с амбулаторией для грудных детей при «Союзе для борьбы с детской смертностью» (Клинский проспект, д. 10), а чуть позже занял должность старшего ординатора Елизаветинской больницы для малолетних детей. Кроме того, после внезапного отстранения от должности доктора В. О. Губерта, Эдуард Эдуардович принял его детище — Городской приют для вскармливания недоносков, который к этому времени переехал из Демидова пер. на Фонтаку, д. 89.
В 1915 году Э. Э. Гартье вошёл в состав Совета врачей Городской санитарной комиссии. Почти одновременно, с организацией в Петроградском Психоневрологическом институте медицинского факультета, Эдуард Эдуардович был избран профессором кафедры детских болезней, которая стала четвёртой и последней педиатрической кафедрой, открытой в столице императорской России. Институт, руководимый академиком В. М. Бехтеревым продолжил свою работу и после революции. В 1920 году медицинский факультет был преобразован в Государственный институт медицинских знаний (ГИМЗ) — будущий Санитарно-гигиенический медицинских институт. Э. Э. Гартье сохранил в нём свою должность, как, впрочем, и в Елизаветинской больнице для малолетних детей, которая теперь стала называться «Больница Пастера». Тем не менее, вскоре Эдуард Эдуардович покинул Советскую Россию. Какие соображения руководили им, — неизвестно. Во всяком случае, это не было реакцией на какие-либо притеснения со стороны новых властей.
Вначале Э. Э. Гартье предполагал устроиться в воссозданном Тартуском университете. Ранее, 7 марта 1918 года, тогда ещё Юрьевский университет был закрыт и 8 июня 1918 года постановлением Совета Народных Комиссаров РСФСР переведён в Воронеж. После обретения Эстонией независимости, в 1919 году университет в Тарту вновь открылся, но уже как национальный, с преподаванием на эстонском языке. Этого, вероятно, и не учёл Эдуард Эдуардович. Кроме русского, он в совершенстве владел немецким языком, на котором преподавание в университете велось до 1892 года, но не знал эстонского. В университете преподавал его дядя — доктор медицины Александр Эмиль Гартье, но и он не смог помочь.
В 1921 году Э. Э. Гартье из Эстонии перебрался в Ригу. Там не существовало языковых барьеров, и он смог занять должность профессора медицинского факультета Латвийского университета. Здесь он продолжил чтение лекций по детским болезням. Одновременно Эдуард Эдуардович преподавал в Русском институте университетских знаний, который просуществовал в Риге до 1937 года. Был членом Общества русских врачей в Латвии.
С вхождением в 1940 году Латвии в состав СССР, Э. Э. Гартье не покинул Риги, продолжая работу в университете. Очевидно, он не подвергался каким либо гонениям со стороны новой власти. Сохранил он своё место в университете и с приходом фашистов. Только в 1944 году, с приближением Красной армии Эдуард Эдуардович поддался общему настроению и с отступающими немецкими войсками покинул Латвию. Последние годы жизни Э. Э. Гартье провел в Шотландии. Нет сведений, указывающих на то, что на новом месте он сумел продолжить свою врачебную и научную деятельность. Эдуард Эдуардович Гартье скончался в 1959 году на 87-м году жизни в Эдинбурге, где и был похоронен на Ньюингтонском кладбище.

## Семья
- Жена: Евгения Александровна Гартье ур. Верт (Eugenie Werth) (22.02.1884, Петербург - 19.12.1942, Рига);
- Дочь: Ирина (Ирен) Эдуардовна Прэн (Prehn) (р. 2.01.1907, Петербург) — жена живописца Эрика Дмитриевича Прэн[6], математик, активистка рижского Общества ревнителей искусства и старины «Акрополь»;
- Дочь: Мелита (Милица) Эдуардовна Грин (Green) (14.02.1912, Петербург - 28.02.1998, Эдинбург) -  литературовед, профессор Эдинбургского университета, хранительница и публикатор литературного наследия И. А. Бунина и Л. Ф. Зурова[7];
- Дядя: Александр Эмиль Гартье (р. 1856 г.)  — доктор медицины, профессор Юрьевского университета;
- Дядя: Эмиль Карлович Гартье (1849—1910) — известный петербургский букинист (Невский пр., 54), основатель фирмы «Российская библиография», издатель журнала: «Еженедельный вестник русской печати "Российская библиография"»[8].

## Некоторые научные труды
- Гартье Э. Э. Поджелудочная железа плодов и новорожденных человека. / Дис. на степ. д-ра мед. Э. Э. Гартье. — СПб.: типо-лит. Ц. Крайз и К°, 1900. — 107 с. — (Серия докторских диссертаций, допущенных к защите в Императорской Военно-медицинской академии 1899/0 учебном году).
- Гартье Э. Э. Простейшие животные в кишечнике детей / журн. "Практ. медицина". — СПб.: тип. В.С. Эттингер, 1908. — 40 с.
- Гартье Э. Э. Ацидофильные бактерии кишечника детей. (К биол. значению кишеч. бактерий) / Из Акад. дет. клиники. — СПб.: тип. В.С. Эттингер, 1910. — 40 с.
- Гартье Э. Э. К этиологии так называемых криптогенных септико-пиэмий. Сообщено в янв. совещ. врачей больницы св. Марии Магдалины 1897 г / Из Терапевт. отд. Гор. больницы св. Марии Магдалины. — СПб.: тип. М. М. Стасюлевича, 1897. — 44 с.
- Гартье Э. Э. Практические указания устройства приютов для детей грудного возраста и для недоносков /Сост. прив.-доц. Имп. Воен.-мед. акад. Э.Э. Гартье по поручению Врачеб.-техн. комис. Попечительства. — Петроград.: Гос. тип., 1916. — 44 с. — (Состоящее под августейшим покровительством её императорского величества государыни императрицы Александры Феодоровны Всероссийское попечительство об охране материнства и младенчества ; № 5).
- Гартье Э. Э. Детская истерия. / Мед. журн. д-ра Окса. — СПб., 1902.
- Дылёва А., Гартье Э. Э., Златогоров С. И. К патологии анатомии азиатской холеры. — СПб.: тип. В.С. Эттингер, 1913.
- Гартье Э. Э. О влиянии коры и центральной части головного мозга на сердце и сосудистую систему у новорожденных щенят. / Обозрение Психиатрии. — СПб., 1903.
- Gertie E. Über der kindlichen Praeskorbut. / Latvijas ārstu žurnāls. — Riga, 1924.
- Gertie E. Ekzem und exsudative Diathese. / Verhandlungen des I. Kongresses lettländischer Ärzte. — Riga, 1925.
- Gertie E. Über Gonorröhe im Kindesalter. / Ibid. — Riga.
- Gertie E. Über Dyspepsie im Kindesalter. / Latvijas ārstu žurnāls. — Riga, 1927.
- Gertie E. Über die Scharlachdiagnose. / Latvijas ārstu žurnāls. — Riga, 1928.
- Gertie E. Über Überempfindlichkeit bei Konstitutionellem Ekzem der Kinder. / Monatsschr. f. K. m. — Riga, 1926.
- Gertie E. Über Bronchopneumonie des Kinderalters. / Latvijas ārstu žurnāls. — Riga, 1929.
- Gertie E. Über die Heine-Medivsche Krankheit. / Latvijas ārstu žurnāls. — Riga, 1931.
- Gertie E. Latvijas universitātes bērnu klīnikas 10. g. darbības pārskats. / Latvijas ārstu žurnāls. — Riga, 1932.
- Gertie E. Verhandlungen des III. Kongresses lettländischer. / Ärzte. — Riga, 1932.

#### Доклады на заседаниях Общества детских врачей
| К казуистике детского спинномозгового спастического паралича | 21.02.1904 | Очерк больничных заражений среди детей | 27.04.1905 |

## Вклад в педиатрическую науку
В России имя Э. Э. Гартье упоминается нечасто. Вероятно, это следствие того, что он эмигрировал из СССР. Между тем, Эдуард Эдуардович является одним из самых ярких представителей школы Н. П. Гундобина. Многие его научные, в том числе экспериментальные работы имеют отчетливую физиологическую направленность.
Э. Э. Гартье является пионером в области изучения биоценоза кишечника, причем в возрастном аспекте. Он впервые доказал, что ацидофильную палочку можно с успехом применять с лечебными профилактическими целями в борьбе с желудочно-кишечными заболеваниями у детей.
После В. О. Губерта, в Городском приюте для вскармливания недоносков Э. Э. Гартье продолжил изучение физиологических особенностей недоношенных детей, что в итоге привело к созданию целого направления в современной неонатологии.
Одним из первых в педиатрии Э. Э. Гартье обратился к проблеме внутрибольничных инфекций. Позже по этому поводу М. С. Маслов писал:

«Толчком к коллективному обсуждению вопроса о нозокомиях явился состоявшийся в 1905 году доклад Гартье (из детской клиники Военно-медицинской академии), вызвавший оживленные прения»— 
Важным аспектом научного творчества Э. Э. Гартье стало изучение детских неврозов. По существу он оказался одним из первых, кто обратился к этой важной проблеме педиатрии. Очевидно, именно этот его интерес определил выбор В. М. Бехтерева, когда он предложил Эдуарду Эдуардовичу возглавить кафедру детских болезней в его Психоневрологическом институте.
Уже работая в Латвии, Э. Э. Гартье много сделал для изучения диатезов у детей, в частности, экссудативно-катарального диатеза, что в те же годы находилось в сфере научных интересов его родной кафедры детских болезней Военно-медицинской академии.

## Адреса в Петербурге
После окончания Военно-медицинской академии Э. Э. Гартье проживал в доме № 63 по набережной реки Мойки. В 1906 году перед рождением старшей дочери семья Гартье перебралась на Преображенскую ул., д. № 5 (этот дом знаменит тем, что в 1919-1920 гг. в нем жил поэт Н. С. Гумилёв). С началом Первой мировой войны Э. Э. Гартье снимал квартиру в Большом Казачьем переулке, д. № 4, откуда в 1916 году переехал на Кирочную ул., д. № 27. Перед самым отъездом в Эстонию семья Гартье временно проживала в доме № 29 по Моховой ул.